# 片马耳蕨
片马耳蕨（学名：Polystichum pianmaense）为鳞毛蕨科耳蕨属下的一个种。

## 扩展阅读
- 維基物種上的相關：片马耳蕨